# Персидская круглоголовка
Персидская круглоголовка (лат. Phrynocephalus persicus) — вид пресмыкающихся из рода круглоголовок семейства агамовых. Ранее считался подвидом такырной круглоголовки.

## Распространение, местообитание
Встречается на территориях Ирана (северо-западные и западные районы Центрального плато Ирана). В прошлом обитала на территории Азербайджана (Зувандский район), но последние представители этого вида в Азербайджане были найдены 50 лет назад. В основном обитают на высоте до 1150 м над уровнем моря.

## Систематика
На основании данных литературы, проведенного морфологического и молекулярно-генетического анализа учёные: Д. А. Мельников, Н. Б. Ананьева (сотрудники Зоологического института РАН), А. Л. Агасян (сотрудник НАН Армении), М. Раджабизаде (сотрудник Тегеранского университета), предлагают рассматривать Phrynocephalus helioscopus horvathi (закавказская такырная круглоголовка) и Phrynocephalus persicus как самостоятельные формы и относить весь материал, накопленный по «персидской круглоголовке» в долине реки Аракс, к закавказской круглоголовке.